# Grupo de Cairns
El Grupo de Cairns es un grupo de países agroexportadores cuyo objetivo es lograr la liberalización del comercio internacional de productos agroalimentarios en el marco de la OMC. El grupo está compuesto por 19 países: Argentina, Australia, Brasil, Canadá, Chile, Colombia, Costa Rica, Filipinas, Guatemala, Indonesia, Malasia, Nueva Zelanda, Pakistán, Paraguay, Perú, Sudáfrica, Tailandia, Ucrania, Uruguay y Vietnam

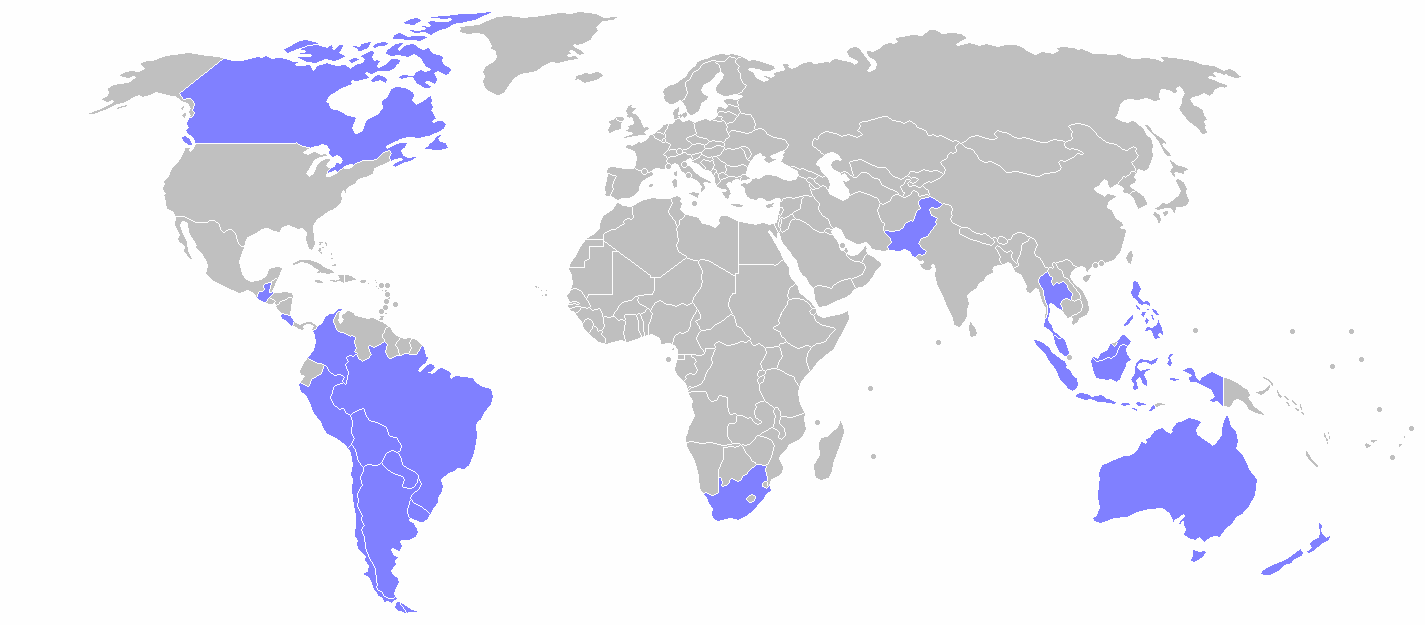
Países miembros del Grupo de Cairns.

## Historia
En 1986, un grupo de países productores y exportadores de productos agrícolas se reunieron en la ciudad de Cairns (Australia).
El objetivo del Grupo de Cairns es la liberalización del comercio internacional de productos agroalimentarios. Para ello piden la eliminación de los subsidios a la exportación y los aranceles a la importación que sean más distorsionantes (subsidios de la "caja ámbar"). También piden mayor facilidad de entrada de sus productos a los mercados de Estados Unidos, Japón, Noruega, Corea del Sur, Suiza y la Unión Europea.
En las reuniones de la OMC (actualmente bajo la Ronda de Doha) estos países suelen presentar una única postura, y algunas veces trabajan junto a los países en desarrollo del G-20 (liderado por Brasil, India y China). El grupo elabora propuestas conjuntas que luego llevan a las negociaciones.